# أمين محمود
أمين محمود (1940-) سياسي ومؤلف أردني. شغل منصب عضو في مجلس الوزراء الأردني ثلاث مرات (كما شغل منصب نائب رئيس الوزراء ووزير التعليم العالي والبحث العلمي)، ومرة واحدة كعضو في مجلس الأعيان الأردني الرابع والعشرين، ويشغل حاليًا منصب عضو في مجلس الأعيان السادس والعشرين. كما شغل منصب رئيس أربع جامعات أردنية. تشمل أعماله المكتوبة مجموعة واسعة من الكتب وأوراق البحث والمقالات المنشورة في مجالات التاريخ والتعليم وغيرها من القضايا العامة.

## النشأة والتعليم
وُلِد أمين محمود في بيت لحم بالضفة الغربية عام 1940. كانت أسرته ذات دخل متواضع، لكن والده كان يولي أهمية كبيرة للتعليم، وحرص على أن يلتحق أمين بمدرسة بيت لحم الثانوية على الرغم من اضطراره إلى قطع مسافة ثلاثة كيلومترات سيرًا على الأقدام كل يوم. وفي سن الثامنة عشرة أنهى دراسته الثانوية وغادر الضفة الغربية لدراسة التاريخ في جامعة عين شمس في القاهرة بمصر، وتخرج بدرجة البكالوريوس في الآداب عام 1962. بعد الانتهاء من دراسته للتاريخ، عمل كمعلم لفترة وجيزة في مدرسة العروب بالأردن، ثم من عام 1963 إلى عام 1966 في مدرسة الرشيدية بالقدس.
بعد فوزه بمنحة دراسية في إطار برنامج فولبرايت، غادر أمين محمود الشرق الأوسط في عام 1966 للدراسة في الولايات المتحدة في جامعة جورج تاون في واشنطن العاصمة، حيث حصل على درجة الماجستير في التاريخ الحديث والعلاقات الدولية في عام 1968. كما حصل على منحة أخرى لمواصلة الدراسة في نفس الجامعة هذه المرة للحصول على الدكتوراه، والتي حصل عليها في التاريخ الحديث في عام 1972.

## المسيرة المهنية
عمل الدكتور محمود على النحو التالي:
- رئيس جامعة البتراء
- رئيس جامعة عمان
- رئيس جامعة الزيتونة الأردنية
- وزير الثقافة ما بين 1993 و1994 في عهد رئيس الوزراء عبد السلام المجالي
- الأمين العام لاتحاد الجامعات العربية
- مهام استشارية شغل لعدد من مؤسسات التعليم العالي في كل من الإمارات العربية المتحدة وسلطنة عمان
- له أكثر من 50 دراسة نشرت باللغتين العربية والإنجليزية، بالإضافة إلى العديد من المقالات والمحاضرات التي قدمت في الندوات وورش العمل المحلية والعالمية
- عام 2005، شغل منصب وزير الثقافة في عهد رئيس الوزراء عدنان بدران
- في 2012، شغل منصب وزير التعليم العالي والبحث العلمي برئاسة رئيس الوزراء عبد الله النسور[5][6][7][8][9][10]
- في 2 أبريل 2024، شَكَلَ الرئيس محمود عباس مجلس إدارة المؤسسة الوطنية لتوثيق تاريخ فلسطين وحفظ الذاكرة والتي تأسست في 1 فبراير 2024، وعينه عضوًا فيه.[11]

## أعماله الأدبية
- مشاريع الاستيطان اليهودي في مرحلة التكوين[12][13]
- الاتحاد السوفيتي وتأسيس دولة إسرائيل[14]
- مشاريع الاستيطان اليهودي منذ قيام الثورة الفرنسية حتى نهاية الحرب العالمية الأولى[15]
- الجامعات الخاصة في البلدان العربية[16]